# Atletica leggera alla XX Universiade
Le gare di atletica leggera alla XX Universiade si sono svolte allo stadio de Son Moix di Palma di Maiorca, in Spagna, dal 4 al 9 luglio 1999.

## Risultati

### Uomini
| Specialità | Oro                                                                               | Prestazione | Argento                                                                                              | Prestazione | Bronzo                                                                     | Prestazione |
| 100 metri | André Domingos                                                                    | 10"34       | John Capel                                                                                           | 10"35       | Mathew Quinn                                                               | 10"42       |
| 200 metri | Coby Miller                                                                       | 20"32       | Patrick van Balkom                                                                                   | 20"57       | Christos Magos                                                             | 20"70       |
| 400 metri | Jerome Davis                                                                      | 44"91       | Paston Coke                                                                                          | 45"15       | Jopie van Oudtshoorn                                                       | 45"21       |
| 800 metri | Norberto Téllez                                                                   | 1'46"11     | André Bucher                                                                                         | 1'46"49     | Derrick Peterson                                                           | 1'46"75     |
| 1 500 metri | Bernard Lagat                                                                     | 3'40"99     | Leszek Zblewski                                                                                      | 3'41"81     | Lorenzo Lazzari                                                            | 3'42"36     |
| 5 000 metri | Serhiy Lebid                                                                      | 13'37"52    | Roberto García                                                                                       | 13'38"59    | Naoki Mishiro                                                              | 13'39"10    |
| 10 000 metri | José Manuel Martínez                                                              | 29'37"56    | Naoki Mishiro                                                                                        | 29'39"14    | Pedro Trejo                                                                | 29'47"27    |
| Mezza maratona | Marílson dos Santos                                                               | 1'04'05     | Takayuki Nishida                                                                                     | 1'04'11     | Oh Sung-Keun                                                               | 1'04'33     |
| 110 metri ostacoli | Terrence Trammell                                                                 | 13"44       | Jonathan Nsenga                                                                                      | 13"51       | Dawane Wallace                                                             | 13"59       |
| 400 metri ostacoli | Pawel Januszewski                                                                 | 48"64       | Bayano Kamani                                                                                        | 48"74       | Marcel Schelbert                                                           | 48"77       |
| 3 000 metri siepi | Giuseppe Maffei                                                                   | 8'33"18     | Khamis Seif Abdullah                                                                                 | 8'33"62     | Joël Bourgeois                                                             | 8'34"20     |
| 4×100 metri | Stati Uniti Kaaron Conwright Terrence Trammell Coby Miller John Capel             | 38"55       | Sudafrica Morné Nagel Bradley Agnew Lee-Roy Newton Mathew Quinn                                      | 39"08       | Italia Luca Verdecchia Alessandro Orlandi Alessandro Attene Andrea Colombo | 39"31       |
| 4×400 metri | Stati Uniti Tony Berrian Brandon Couts Derrick Brew Jerome Davis Derrick Peterson | 3'00"88     | Gran Bretagna Richard Knowles Geoff Dearman Chris Rawlinson Jared Deacon John Stewart Graham Beasley | 3'03"95     | Senegal Ousmane Niang Papa Serigne Diene Jules Doumbya Alpha Babacar Sall  | 3'05"45     |
| Marcia 20 km | Alejandro López                                                                   | 1'25'12     | Lorenzo Civallero                                                                                    | 1'25'23     | Daisuke Ikeshima                                                           | 1'26'01     |
| Salto in alto | Ben Challenger                                                                    | 2,30        | Mark Boswell                                                                                         | 2,30        | Lee Jin-Taek                                                               | 2,28        |
| Salto con l'asta | Richard Spiegelburg                                                               | 5,60        | Stepán Janácek                                                                                       | 5,60        | Romain Mesnil                                                              | 5,55        |
| Salto in lungo | Aleksey Lukashevich                                                               | 8,16        | Luis Méliz                                                                                           | 8,05        | Erik Nijs                                                                  | 7,99        |
| Salto triplo | Yoelbi Quesada                                                                    | 17,40       | Charles Friedek                                                                                      | 17,20       | Jirí Kuntos                                                                | 16,97       |
| Getto del peso | Andy Bloom                                                                        | 21,11       | Adam Nelson                                                                                          | 20,64       | Stevimir Ercegovac                                                         | 19,94       |
| Lancio del disco | Frantz Kruger                                                                     | 66,90       | Andy Bloom                                                                                           | 64,68       | Doug Reynolds                                                              | 63,65       |
| Lancio del martello | Zsolt Németh                                                                      | 80,40       | Christos Polychroniou                                                                                | 79,83       | Vladislav Piskunov                                                         | 78,61       |
| Lancio del giavellotto | Eriks Rags                                                                        | 83,78       | Gregor Högler                                                                                        | 82,63       | Isbel Luaces                                                               | 82,18       |
| Decathlon | Raúl Duany                                                                        | 8050        | Stephen Moore                                                                                        | 8028        | Benjamin Jensen                                                            | 7982        |
| record mondiale; record mondiale stagionale; record africano; record asiatico; record europeo; record nord-centroamericano e caraibico; record sudamericano; record oceaniano; record delle Universiadi; record nazionale; record personale; record personale stagionale. |                                                                                   |             | |             |                                                                            |             |

### Donne
| Specialità | Oro                                                                       | Prestazione | Argento                                                                      | Prestazione | Bronzo                                                                | Prestazione |
| 100 metri | Angela Williams                                                           | 11"19       | Katia Benth                                                                  | 11"23       | Virgen Benavides                                                      | 11"25       |
| 200 metri | Kim Gevaert                                                               | 23"10       | Zuzanna Radecka                                                              | 23"14       | Nanceen Perry                                                         | 23"27       |
| 400 metri | Ionela Târlea                                                             | 49"88       | Miki Barber                                                                  | 51"03       | Doris Jacob                                                           | 51"04       |
| 800 metri | Yuliya Taranova                                                           | 1'59"63     | Brigita Langerholc                                                           | 1'59"87     | Elena Buhaianu                                                        | 2'00"26     |
| 1 500 metri | Elena Buhaianu                                                            | 4'13"04     | Luminita Gogîrlea                                                            | 4'14"61     | Ana Amelia Menéndez                                                   | 4'14"95     |
| 5 000 metri | Rie Ueno                                                                  | 15'51"24    | Ana Dias                                                                     | 15'53"23    | Cristina Casandra                                                     | 16'03"18    |
| 10 000 metri | Leigh Daniel                                                              | 32'58"80    | Yuri Kano                                                                    | 33'16"41    | Annemette Jensen                                                      | 33'36"11    |
| Mezza maratona | Rosaria Console                                                           | 1'14'14     | Yukiko Akaba                                                                 | 1'14'35     | Marta Fernández                                                       | 1'14'52     |
| 100 metri ostacoli | Andria King                                                               | 13"04       | Yolanda McCray                                                               | 13"08       | Diane Allahgreen                                                      | 13"17       |
| 400 metri ostacoli | Daimí Pernía                                                              | 53"95       | Joanna Hayes                                                                 | 54"57       | Ulrike Urbansky                                                       | 54"93       |
| 4×100 metri | Stati Uniti Angela Williams Torri Edwards LaKeisha Backus Nanceen Perry   | 43"49       | Polonia Agnieszka Rysiukiewicz Irena Sznajder Monika Borejza Zuzanna Radecka | 43"74       | Germania Shanta Gosh Kirsten Bolm Andrea Bornscheuer Nicole Mahrarens | 43"96       |
| 4×400 metri | Stati Uniti Yolanda Brown-Moore Yulanda Nelson Mikele Barber Suziann Reid | 3'27"97     | Russia Natalya Khrushchelyova Yuliya Taranova Olga Salnykova Anna Tkatch     | 3'30"54     | Regno Unito Tasha Danvers Dawn Higgins Lee McConnell Sinead Dudgeon   | 3'32"25     |
| Marcia 10 km | Claudia Iovan                                                             | 44'22       | Rossella Giordano                                                            | 44'39       | Valentyna Savchuk                                                     | 45'23       |
| Salto in alto | Monica Iagar                                                              | 1,95        | Svetlana Lapina                                                              | 1,93        | Solange Witteveen                                                     | 1,93        |
| Salto con l'asta | Pavla Hamácková                                                           | 4,25        | Monique de Wilt                                                              | 4,20        | Dana Cervantes                                                        | 4,10        |
| Salto in lungo | Olena Shekhovtsova                                                        | 6,92        | Adrien Sawyer                                                                | 6,61        | Maurren Maggi                                                         | 6,58        |
| Salto triplo | Olena Hovorova                                                            | 14,99w      | Wu Lingmei                                                                   | 14,55w      | Adelina Gavrila                                                       | 14,33       |
| Getto del peso | Yumileidi Cumbá                                                           | 18,70       | Song Feina                                                                   | 18,28       | Elisângela Adriano                                                    | 18,17       |
| Lancio del disco | Nicoleta Grasu                                                            | 65,21       | Joanna Wisniewska                                                            | 63,97       | Elisângela Adriano                                                    | 62,23       |
| Lancio del martello | Mihaela Melinte                                                           | 74,24       | Lyudmila Gubkina                                                             | 68,27       | Manuela Montebrun                                                     | 68,11       |
| Lancio del giavellotto | Ewa Rybak                                                                 | 60,76       | Evfemija Štorga                                                              | 59,30       | Yanuris la Motaña                                                     | 59,08       |
| Eptathlon | Tiffany Lott                                                              | 5959        | Katerina Nekolná                                                             | 5900        | Clare Thompson                                                        | 5766        |
| record mondiale; record mondiale stagionale; record africano; record asiatico; record europeo; record nord-centroamericano e caraibico; record sudamericano; record oceaniano; record delle Universiadi; record nazionale; record personale; record personale stagionale. |                                                                           |             |                                                                              |             |                                                                       |             |

## Medagliere
| #      | Nazione       | Oro | Argento | Bronzo | Totale |
| ------ | ------------- | --- | ------- | ------ | ------ |
| 1      | Stati Uniti   | 12  | 9       | 4      | 25     |
| 2      | Romania       | 6   | 1       | 3      | 10     |
| 3      | Cuba          | 5   | 1       | 3      | 9      |
| 4      | Ucraina       | 4   | 0       | 2      | 6      |
| 5      | Polonia       | 2   | 4       | 0      | 6      |
| 6      | Italia        | 2   | 2       | 2      | 6      |
| 7      | Brasile       | 2   | 0       | 3      | 5      |
| 8      | Giappone      | 1   | 4       | 2      | 7      |
| 9      | Rep. Ceca     | 1   | 2       | 1      | 4      |
| 10     | Russia        | 1   | 2       | 0      | 3      |
| 11     | Spagna        | 1   | 1       | 4      | 6      |
| 12     | Germania      | 1   | 1       | 2      | 4      |
| 12     | Gran Bretagna | 1   | 1       | 2      | 4      |
| 12     | Sudafrica     | 1   | 1       | 2      | 4      |
| 15     | Belgio        | 1   | 1       | 1      | 3      |
| 16     | Ungheria      | 1   | 0       | 0      | 1      |
| 16     | Kenya         | 1   | 0       | 0      | 1      |
| 16     | Lettonia      | 1   | 0       | 0      | 1      |
| 16     | Messico       | 1   | 0       | 0      | 1      |
| 20     | Cina          | 0   | 2       | 0      | 2      |
| 20     | Paesi Bassi   | 0   | 2       | 0      | 2      |
| 20     | Slovenia      | 0   | 2       | 0      | 2      |
| 23     | Francia       | 0   | 1       | 2      | 3      |
| 24     | Canada        | 0   | 1       | 1      | 2      |
| 24     | Grecia        | 0   | 1       | 1      | 2      |
| 24     | Svizzera      | 0   | 1       | 1      | 2      |
| 27     | Austria       | 0   | 1       | 0      | 1      |
| 27     | Bielorussia   | 0   | 1       | 0      | 1      |
| 27     | Giamaica      | 0   | 1       | 0      | 1      |
| 27     | Portogallo    | 0   | 1       | 0      | 1      |
| 27     | Qatar         | 0   | 1       | 0      | 1      |
| 32     | Danimarca     | 0   | 0       | 2      | 2      |
| 32     | Corea del Sud | 0   | 0       | 2      | 2      |
| 34     | Argentina     | 0   | 0       | 1      | 1      |
| 34     | Australia     | 0   | 0       | 1      | 1      |
| 34     | Croazia       | 0   | 0       | 1      | 1      |
| 34     | Nigeria       | 0   | 0       | 1      | 1      |
| 34     | Senegal       | 0   | 0       | 1      | 1      |
| Totale | Totale        | 45  | 45      | 45     | 135    |